# Buste de jeune femme
Buste de jeune femme est un tableau réalisé par le peintre italien Amedeo Modigliani en 1908. Cette huile sur toile est un portrait en buste d'une jeune femme en chapeau devant un fond violet. Autrefois la propriété de Jean et Geneviève Masurel, l'œuvre fait partie depuis 1979 des collections du Lille Métropole Musée d'Art moderne, d'Art contemporain et d'Art brut, à Villeneuve-d'Ascq, dans le Nord.